# Speelgoedpiano

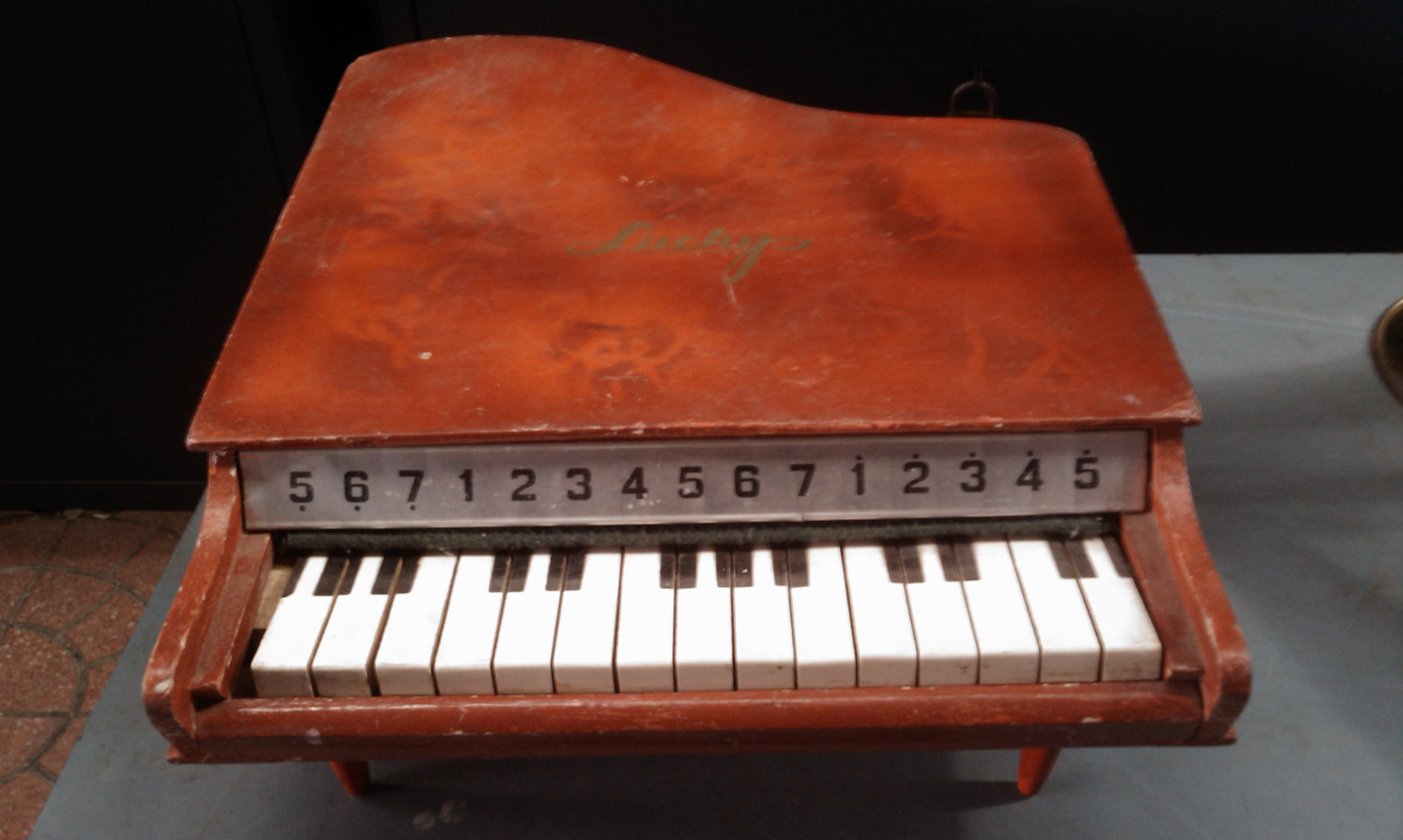
Een speelgoedpiano met opgetekende zwarte toetsen

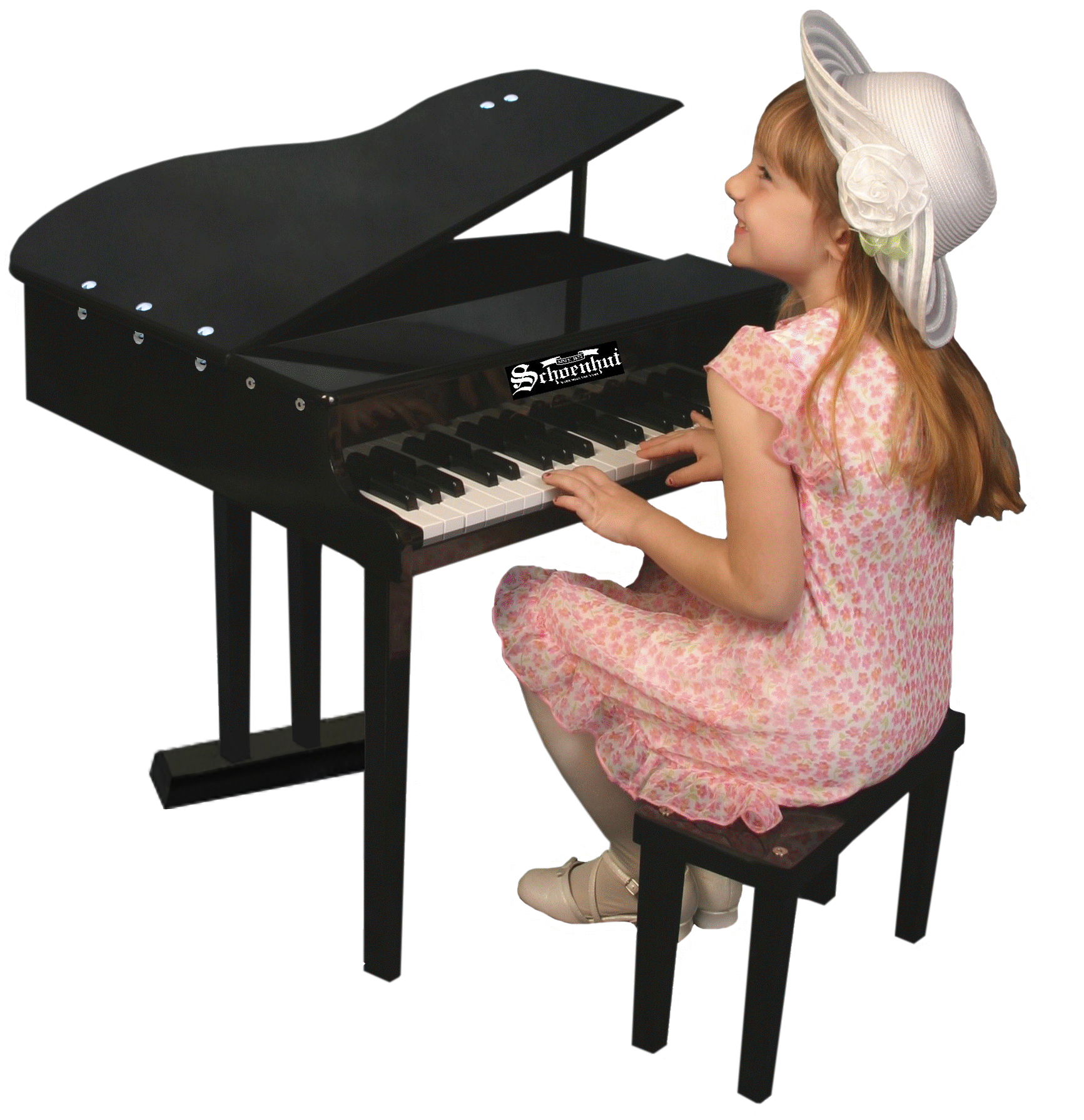
Een Schoenhut-kindervleugel

Een speelgoedpiano of kinderpiano is een klein toetsinstrument dat uiterlijk lijkt op een piano. Het geluid wordt geproduceerd door bediening van toetsen waarmee een mechaniek metalen staafjes of plaatjes aantikt. Het geproduceerde geluid klinkt metaalachtig, enigszins op een speeldoos gelijkend. Meestal is het bereik in toonhoogte een tot drie octaven. Voor de speelgoedpiano is veel muziek geschreven. Een bekend voorbeeld daarvan is de Suite for Toy Piano uit 1948 van John Cage. 
Speelgoedpiano’s zijn er in vele vormen, als vleugel of buffetpiano (rechtopstaand), en in verschillende maten. De meeste zijn niet veel breder dan 50 centimeter en gemaakt van hout of kunststof. Bij de kleinste modellen zijn de zwarte toetsen niet altijd aanwezig of zijn deze op de witte toetsen geschilderd of getekend.

## Geschiedenis

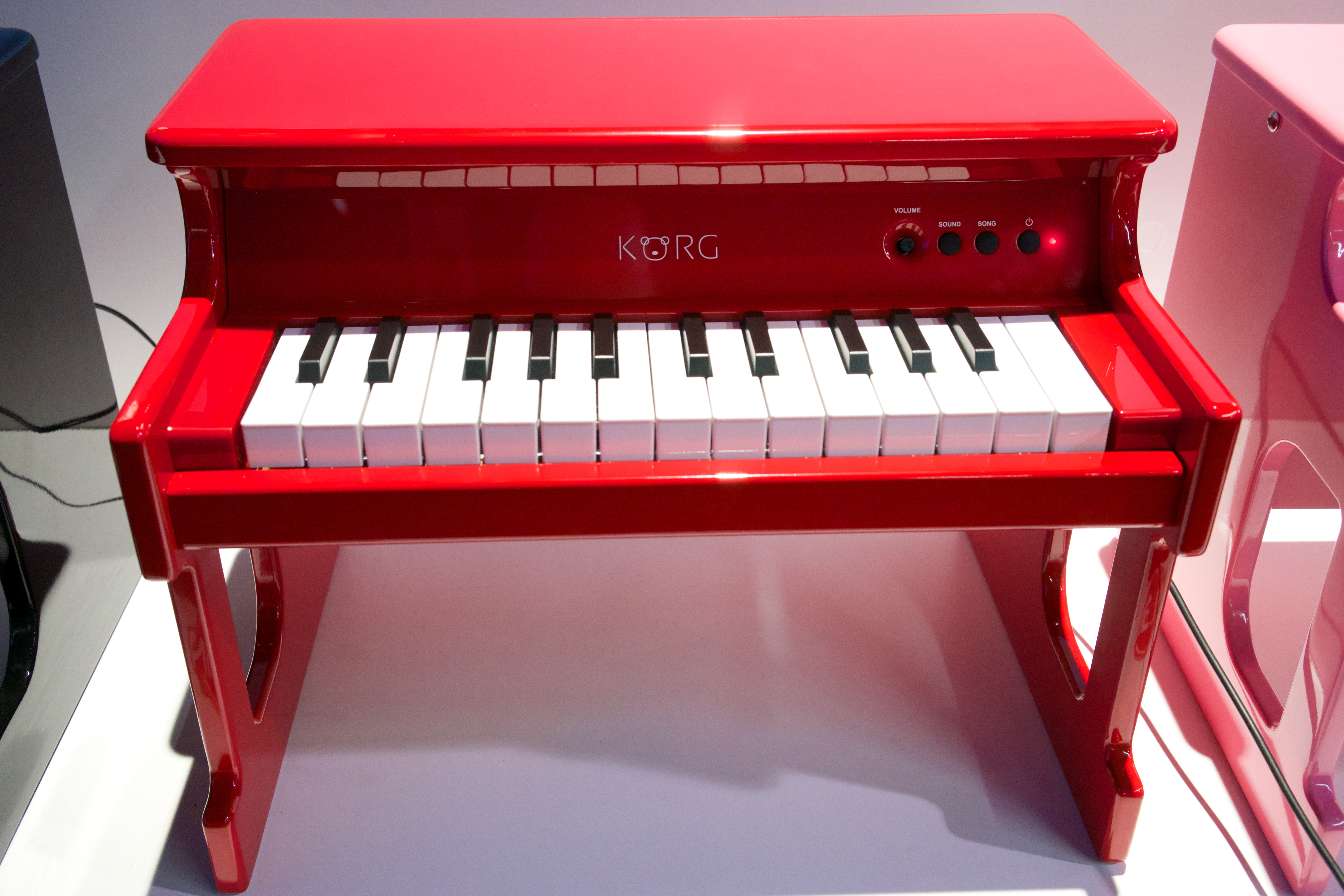
Een elektronische speelgoedpiano

De eerste speelgoedpiano’s werden begin 19e eeuw gemaakt, meestal rechtopstaand. Later ook als vleugel. Eind 20e eeuw kwamen er elektronische varianten bij.
De vroegste speelgoedpiano’s hadden glazen staafjes om het geluid te produceren. Albert Schoenhut – zoon van een Duitse speelgoedfabrikant – gebruikte metalen staafjes zodat deze langer meegingen. Zo ook werd er een houten mechaniek toegepast waarmee het geluid enigszins op een xylofoon zou gaan lijken.
In 1866 werd Schoenhut aangeboden om in het Amerikaanse Philadelphia (Duitse) speelgoedpiano’s te repareren die door het vervoer beschadigd waren.
Hij richtte daar in 1872 een bedrijf op dat speelgoedpiano’s en diverse andere instrumenten maakte. Er is een 10 pagina’s tellende catalogus gemaakt met allerlei modellen in verschillende maten, inclusief pianokrukjes. De piano’s hadden alle bijnamen die begonnen met de letter 'P', zoals Packer, Padder, Papa, en Poët.
De toetsen zouden gemaakt zijn van imitatie-ivoor. In 1935 kon men kiezen uit meer dan 40 soorten en maten speelgoedpiano’s, met prijzen die varieerden van 50 cent tot 25 dollar.

## Muzikale prestaties
Hoewel oorspronkelijk bedoeld als speelgoed voor kinderen, wordt de speelgoedpiano serieus gebruikt in hedendaagse muziek. Zo zijn er naast de suite van Cage meer werken geschreven. George Crumb schreef Ancient Voices of Childeren. Bekende musici op de speelgoedpiano zijn onder meer Mauricio Kagel, Steve Beresford en Yann Tiersen. Ook in de alternatieve- en post-rock wordt het instrument wel gebruikt bijvoorbeeld door Sigur Rós en Detektivbyrån.
In San Diego Californië wordt in de universiteitsbibliotheek sinds 2000 jaarlijks het 'Toy Piano Festival' gehouden. Aldaar worden live optredens gegeven en nieuwe composities gelanceerd.